# Tecuci, Teleorman
Tecuci (în trecut, Tecuci-Kalinderu) este un sat în comuna Balaci din județul Teleorman, Muntenia, România.
Localitatea Tecuci se învecinează cu localitățile: Balaci, Tufeni, Dobrotești, Plopi, Siliștea-Gumești, Burdeni, Miroși, și este localizată în câmpia Găvanu-Burdea.
Între noiembrie 2007 și mai 2008, șoseaua Ciolănești-Tecuci a fost asfaltată.  
În anul 2004 în comuna Balaci cât și în satul Tecuci a fost introdusă apa curentă. În anii următori se preconizează să înceapă și lucrările la rețeaua de canalizare. Satul deține o scoală dotată cu echipamentele necesare unui învățământ decent.
Prin Tecuci au trecut și pandurii lui Tudor Vladimirescu spre București în 1821.
Satul Tecuci este străbătut de DJ 703, legătură între DN65A Balaci (TR) și Tufeni (OT), recent asfaltat, cât și de DC 48, ce face legătura între Dobrotești și satul Tecuci, drum betonat în anul 2004-2005 (SAPARD). Podul de pe drumul județean 703 km 98+642 peste pârâul Tecuci este în curs de reabilitare în 2015.
Este străbătut de pârâul Tecuci afluent al râului Vedea.
În iulie 2005, ca urmare a ploilor abundente, a fost distrus barajul iazului piscicol Tecuci – pr. Tecuci – aflat în administrarea Primăriei comunei Balaci – PIF 1970. A fost avariat corpul central, datorită deversării coronamentului și avarierii amenajării Mozăceni (AG) din amonte.
Anual se organizează un târg (bâlci) în satul Tecuci de Sf. Pantelimon, pe 27 iulie.
În perioada interbelică în localitate a existat una dintre cele 4 judecătorii din județ. Pe harta întocmită de administrația rusească în anul 1835 sunt figurate unul din drumurile de poștă din județ, cel ce lega Bucureștiul de Craiova prin Lada-Tecuci-Ciolanești-Roșiorii de Vede-Slatina. Principalele stații de poștă din județul Teleorman erau Zimnicea, Tecuci, Rușii de Vede și Ciolanești. Ruta București-Craiova prin Ruși era foarte importantă, ea constituind a doua cale de legătură cu Austria, prin Orșova-Timișoara, prima fiind prin Ardeal. Distanta medie între stațiile de poștă era de 20 km (lungime de o poștă).
Satul Tecuci-Kalinderu la început era format din două cătune deosebite între ele, Tecuciul de Sus și Tecuciul de Jos, formă care se găsește în acte până în 1843, iar de atunci și până în 1876 sub numele de Tecuciul din deal și Tecuciul din vale. În anul 1876 comuna s-a numit Tecuci asa cum se constată din actele stării civile și după stampile. În privința etimologiei cuvântului Tecuci, s-au emis până în prezent două ipoteze:
1. Cea a lingvistului Alexandru Philippide care crede că cuvântul Tecuci vine din uralo-altaicul Tehekk-uciu care înseamna capătul sau marginea țării. Satul trebuia să fi fost după părerea lui o localitatea de margine a stăpânirii cumanilor.
2. O a doua părere îi aparține lui Welgand, care admite că numele Tecuci e de origine slavă. Tecuci ar deriva de la verbul slav "Tecon" care înseamnă curge. Cuvinte asemănătoare se găsesc și în bulgara "Tekusti" și chiar în limba rusă "Tecut" care înseamnă curge.

Nicolae iorga in Revelații toponimice pentru istoria neștiută a românilor: I. Teleormanul din 1941 spunea:
As crede, impotriva unei pareri mai vechi, care invoca un nume de om, ca Tecuciu, nume de apa aici, ar avea o legatura cu Teaca, « albia » raului.
Satul Tecuci, este asezat de-a lungul pârâului cu același nume. În perioadele călduroase pârâul Tecuci are portiuni care seacă, iar în perioadele cu ploi abundente se revarsă din matcă.
Așezământul a fost construit pe un teren de 2 hectare, donație a familiei Kalinderu, în acest scop: „noi, subsemnații, făcându-ne Consiliul Județean Teleorman, în care stăpânim în devălmășie Moșia noastră Tecuci-Kalinderu, perdinte de comuna Tecuci-Kalinderu, Plasa Teleorman, cererea a’i înlesni înființarea unui spital rural prin dăruirea unei întinderi de două (2) hectare , teren în partea despre Cătunul Cațelești a sus disei moșii, venim printr’ aceasta a face cunoscut de obște și după formele cerute de legi, cum că în vederea frumosului scopu de a veni in adjutorul sătenilor bolnavi, facem de a nostra buna și libera voinșă danie de veci Consiliului General al Județului Teleorman acea parte de loc, spre a’l stăpâni ca un drept și adevărat acaret al său, fără a ne opri nici un drept asupra lui, și fără ca veri o dată cine-va din urmașii, moștenitorii sau neamurile noastre să poată zminți într nimic și sub nici un cuvânt această danie, de care suntem bucuroși că putem ajuta la înființarea unui așezământ așa de folositor țarei și de placut lui Dumnezeu”.
În Monitorul Oficial din data de 25 noiembrie/7 decembrie 1899 apare următoarea informație: 
Prin decretul regal cu No. 4.253 din 20 Noembre 1899, dupe propunerea facută prin raport de acelasi dl. ministru, medicii mai josnotati sunt permutati, dupe cererea lor, provisorit până la concurs, in următorele posturi medicale, si anume: D. doctor Ernest Foulquier, actual medic al spitalului rural Tecuci-Calinderu, din județul Teleorman, în asemenea calitate la spitalul rural Petresci-de-Sus, din judetul Gorj, în locul d-lui doctor Gr. Ninoveanu, permutat; D. doctor Arghir Babes actual medic la plaiurile unite Ialomita-Dâmbovita, din județul Dâmbovita, în postu de medic al spitalului rural Tecuci-Calinderu, din judetul Teleorman, in locul d-lui doctor E. Foulquier, permutat.
Tecuciul a dat și doi ministri, respectiv Valeriu Stoica, fost ministru de justiție între 1996–2000 și Mariana Câmpeanu ministrul muncii în mai multe mandate.
Revoluția din 1812 a lui Tudor Vladimirescu a agitat și pe Suduleșteni, unii dintre ei intrând înrândul pandurilor, mai ales că Tudor Vladimirescu a stat câteva zile la Tecuci-Calinderu, deci foarte aproape de Surdulești, iar la Roșiorii de Vede 6 zile (Monografia satului Surdulești Arhivat în 2 iulie 2015, la Wayback Machine.).

Tecuci Kalinderu in anul 1910 pe harta austriaca

Tecuci in enciclopedia Romaniei Vochin, Marian, Monografia comunei Balaci, București 2012
Așezări străvechi în Tecuci-Kalinderu Arhivat în 24 mai 2018, la Wayback Machine. Spiru, Ioan, Arheologie și numismatică în județul Teleorman, Editura Odessos 2014